# 朝日茉椰
朝日 茉椰（あさひ まや、2007年〈平成19年〉7月10日 - ）は、日本のファッションモデル。神奈川県出身。

## 経歴
神奈川県で生まれ育つ。小学3年生からバレーボールを始め、小学生時代にエリートアカデミーに選抜された。中学生時代には全国大会に出場し、神奈川県代表としても活躍。高校にはスポーツ特待生として進学する。
高校在学中にバレーボールから離れ、以前から関心のあったモデル活動を開始。173 cmの高身長を活かし、ポージングや表現力を磨きながらファッションモデルとしての活動を本格化した。
2024年、モデルイベント「Japan Models 2024」に出演しランウェイデビュー。
翌年の「Miss Viviana Japan 2025」ではファイナリストに選出され、若手モデルとして注目を集める。
2025年7月4日、アジア27ヵ国が参加する、アジア最大の美の祭典「Asia Model Festival」の、日本代表を決定するFACE of JAPAN 2025に出場し、グランプリを獲得、日本代表に選出された。

## 人物
- 身長：173cm
- 血液型：A型
- 趣味：読書 (特に小説)
- 特技：バレーボール
- 好きなもの：猫

## 出演

### ファッションショー
- Japan Models 2024 – ランウェイ出演
- FACE of JAPAN 2025 グランプリ＆日本代表

### コンテスト
- Miss Viviana Japan 2025 – ファイナリスト選出

## メディア掲載
- Miss Viviana Japan 2025 (PR TIMES)
- FACE of JAPAN 2025(Yahoo!ニュース、モデルプレス）